# Râul Valea lui Hurjui
Râul Valea lui Hurjui este un curs de apă, afluent al râului Burla. 